# Dave Sutter
Dave Sutter (gebürtig Dave Ntamack; * 21. Februar 1992 in Douala) ist ein schweizerisch-kamerunischer Eishockeyspieler, der seit Juli 2025 beim Genève-Servette HC aus der Schweizer National League unter Vertrag steht und dort auf der Position des Verteidigers spielt. Mit den ZSC Lions gewann Sutter im Jahr 2018 die Schweizer Meisterschaft.

## Karriere

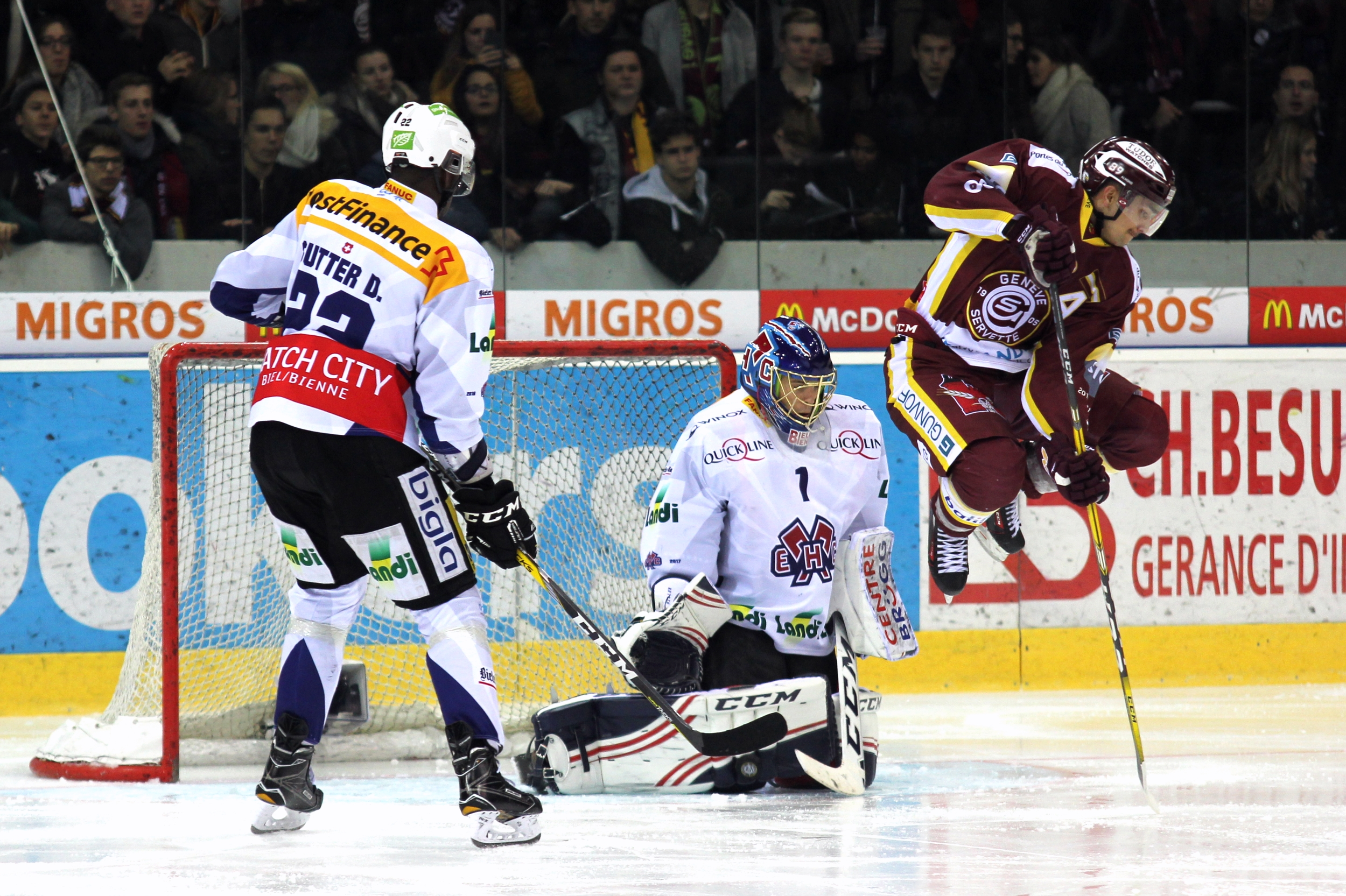
Sutter (links) im Trikot des EHC Biel (2016)

Sutter wurde in Kamerun als Dave Ntamack geboren. Den Nachnamen Sutter trägt er als Eishockeyspieler, um seinen Stiefvater zu ehren. Mit fünf Jahren zog er mit seiner Mutter nach Monthey ins Kanton Wallis, mit neun Jahren stand er zum ersten Mal auf Schlittschuhen. Sutter spielte in der Nachwuchsbewegung des HC Monthey, ehe er im Sommer 2007 zu den Junioren des Genève-Servette HC wechselte. Zwischen 2010 und 2012 lernte er bei den Seattle Thunderbirds in der Western Hockey League (WHL) das nordamerikanische Eishockey kennen, ehe er zu Servette zurückkehrte.
In der Saison 2012/13 gab Sutter für den GSHC zwar sein Debüt in der National League A (NLA), spielte aber dank einer Leihvereinbarung hauptsächlich beim HC Red Ice in der National League B (NLB). Im Sommer 2013 wurde der Verteidiger von Red Ice fest verpflichtet. Zur Spielzeit 2014/15 wurde Sutter von deren Ligakonkurrenten HC La Chaux-de-Fonds unter Vertrag genommen. Dank einer B-Lizenz war er in der Saison 2014/15 auch für den NLA-Klub Fribourg-Gottéron einsatzberechtigt und stand für die Freiburger in zwei NLA-Partien auf dem Eis. Zur Saison 2015/16 wechselte er zum EHC Biel in die NLA und wurde im Sommer 2017 von den ZSC Lions verpflichtet.
Mit den ZSC Lions verbrachte Sutter die folgenden drei Spielzeiten und feierte mit den Stadtzürchern im Frühjahr 2018 den Gewinn der Schweizer Meisterschaft. Zur Saison 2020/21 wechselte Sutter zu Fribourg-Gottéron. Dort war er insgesamt fünf Spielzeiten aktiv und gewann mit dem Team in diesem Zeitraum im Dezember 2024 die 96. Auflage des traditionsreichen Spengler Cups. Zur Saison 2025/26 wechselte der Abwehrspieler zum Ligakonkurrenten Genève-Servette HC.

### International
Im Februar 2017 erhielt er sein erstes Aufgebot für die Schweizer A-Nationalmannschaft, nachdem er in den Vorjahren bereits in der U16, U17, U18 und U20 Länderspielerfahrung gesammelt hatte. Bei den Junioren hatte er am Europäischen Olympischen Winter-Jugendfestival 2009, bei dem die Eidgenossen die Silbermedaille gewannen, sowie der U18-Junioren-Weltmeisterschaft 2010 und U20-Junioren-Weltmeisterschaft 2012 teilgenommen.

## Erfolge und Auszeichnungen
- 2009 Silbermedaille beim Europäischen Olympischen Winter-Jugendfestival
- 2018 Schweizer Meister mit den ZSC Lions
- 2024 Spengler-Cup-Gewinn mit Fribourg-Gottéron

## Karrierestatistik
Stand: Ende der Saison 2024/25

### International
Vertrat die Schweiz bei:
- Europäisches Olympisches Winter-Jugendfestival 2009
- U18-Junioren-Weltmeisterschaft 2010
- U20-Junioren-Weltmeisterschaft 2012

(Legende zur Spielerstatistik: Sp oder GP = absolvierte Spiele; T oder G = erzielte Tore; V oder A = erzielte Assists; Pkt oder Pts = erzielte Scorerpunkte; SM oder PIM = erhaltene Strafminuten; +/− = Plus/Minus-Bilanz; PP = erzielte Überzahltore; SH = erzielte Unterzahltore; GW = erzielte Siegtore; 1 Play-downs/Relegation; Kursiv: Statistik nicht vollständig)